# Sankt Martin (Dolní Rakousy)
St. Martin je městys v Rakousku ve spolkové zemi Dolní Rakousy v okrese Gmünd. Žije v něm 1 129 obyvatel (podle sčítání z roku 2016).

## Poloha
St. Martin leží na severozápadě spolkové země Dolní Rakousy v regionu Waldviertel. Prochází jím silnice B41, která spojuje Schrems a Karlstift, kde se napojuje na silnici B38. Jeho rozloha činí 49,34 km², z nichž 56,48 % je zalesněných.

### Členění
Území městyse St. Martin se skládá ze třinácti částí (v závorce uveden počet obyvatel k 1. 1. 2015):
- Anger (61)
- Breitenberg (13)
- Harmanschlag (274)
- Joachimstal (2)
- Langfeld (69)
- Oberlainsitz (103)
- Reitgraben (13)
- Rörndlwies (8)
- Roßbruck (68)
- Schöllbüchl (60)
- Schützenberg (42)
- St. Martin (282)
- Zeil (122)

## Správa
Starosta městyse St. Martin je Peter Höbarth. Devatenáctičlenné zastupitelstvo tvoří 15 členů strany ÖVP a 4 členové strany SPÖ.

## Galerie

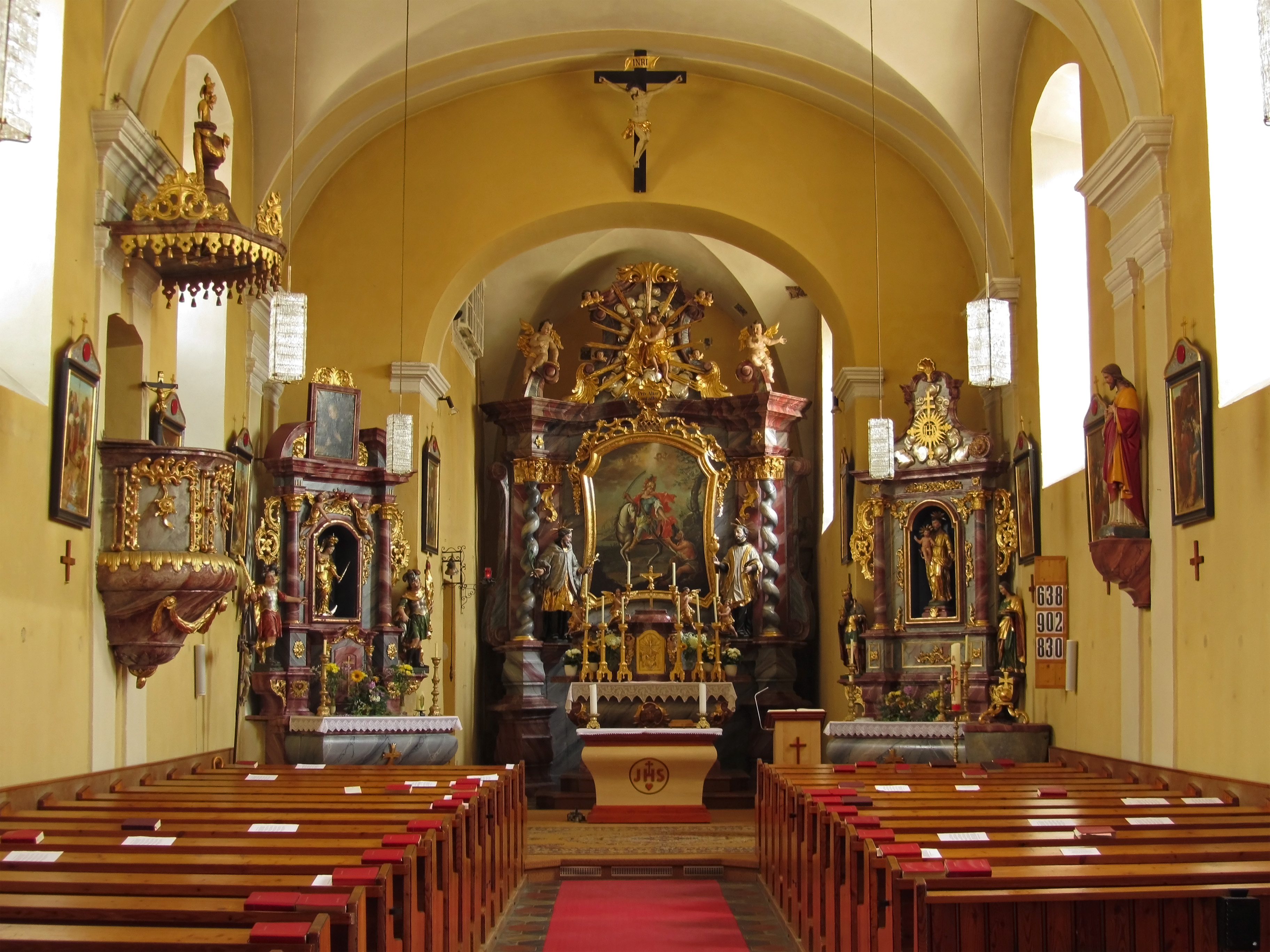
Farní kostel sv. Martina (interiér)
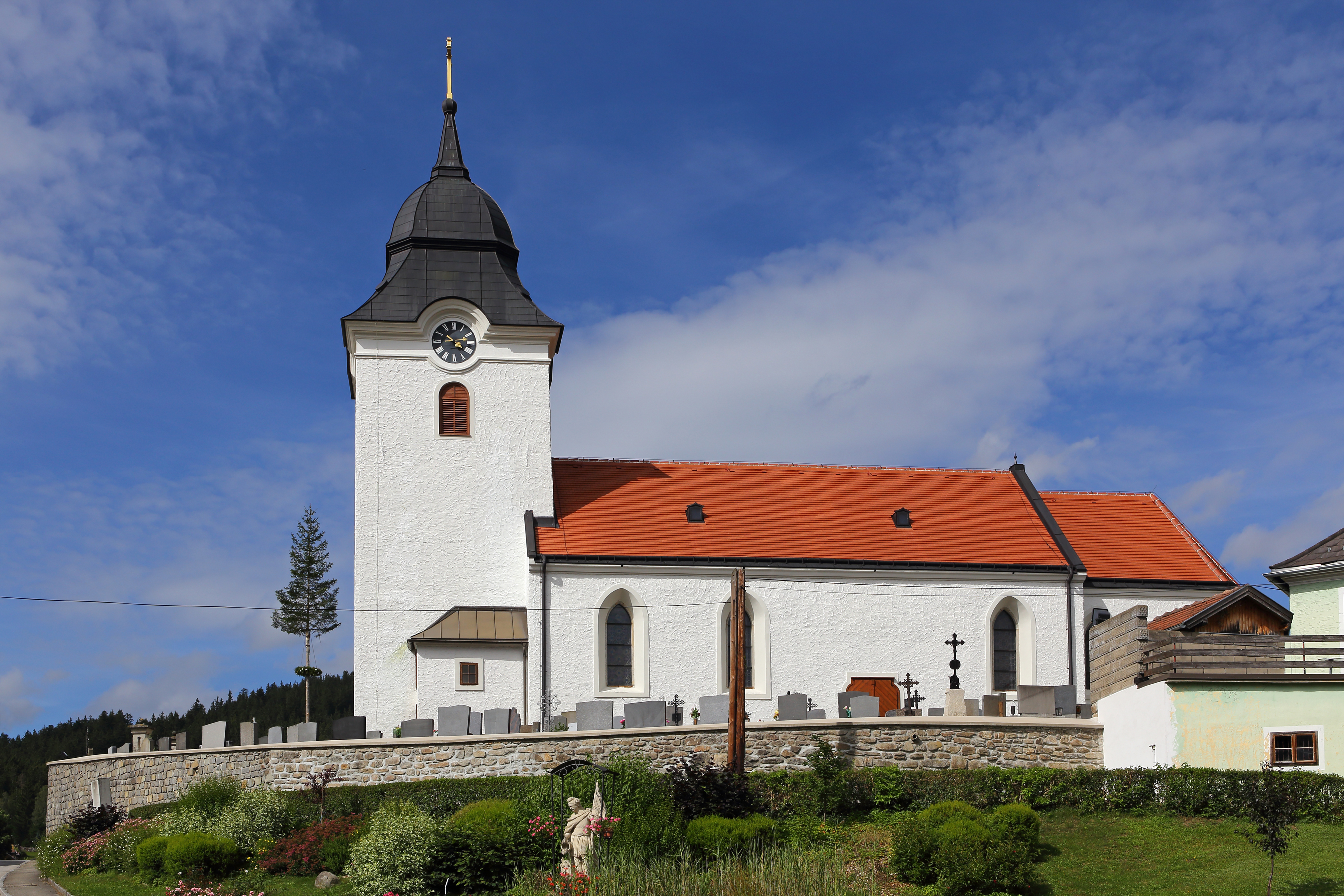
Farní kostel sv. Václava v Harmanschlagu